# Borgone Susa
Borgone Susa là một đô thị ở tỉnh Torino trong vùng Piedmont, có vị trí cách khoảng 35 km về phía tây của Torino, nước Ý. Tại thời điểm ngày 31 tháng 12 năm 2004, đô thị này có dân số 2.310 người và diện tích là 5,0 km².
Borgone Susa giáp các đô thị: Condove, San Didero, Villar Focchiardo, và Sant'Antonino di Susa.